# ایتالو زیلیولی
ایتالو زیلیولی (زادهٔ ۲۴ سپتامبر ۱۹۴۱) رکابزن سابق ایتالیایی است که در رشتهٔ دوچرخه‌سواری جاده فعالیت می‌کرد. زیلیولی سه بار پیاپی در سال‌های ۱۹۶۴ تا ۱۹۶۶ نایب قهرمان جیرو دیتالیا شد. همچنین در سال ۱۹۷۱ برندهٔ تیرنو–آدریاتیکو شد.

## آغاز فعالیت حرفه‌ای
زیلیولی در تورین زاده شد و در سال ۱۹۶۲ فعالیت حرفه‌ای خود را با پیوستن به تیم کارپانو آغاز کرد. در همان سال توانست در دو مرحله از تور واله دائوستا پیروز شود و در پایان مسابقه بر سکوی سوم بایستد. در سال ۱۹۶۳ نیز فاتح چند مسابقه از جمله یک مرحله از تور سوئیس شد.

## سال‌های دوم شدن (۱۹۶۴–۱۹۶۶)
در سال ۱۹۶۴ پس از پیروزی در چند مسابقه در جیرو شرکت کرد. او به تدریج خود را در رده‌بندی اصلی بالا کشید و در مرحلهٔ دهم، به رتبهٔ سوم رسید. سپس در مرحلهٔ ۱۲ به رتبهٔ دوم رسید و فاصلهٔ خود با رهبر جیرو، ژاک آنکتیل، را به کمتر از ۲ دقیقه کاهش داد. در مرحلهٔ ۱۷ دوباره فاصله را حدود ۳۰ ثانیه کاهش داد؛ ولی نتوانست آنکتیل را پشت سر گذارد و جیروی ۱۹۶۴ را با رتبهٔ دوم به پایان رساند. در سال بعد نیز با پیروزی در یک مرحله، پس از ویتوریو آدورنی بر سکوی دوم جیرو ایستاد. زیلیولی این نتیجه را در جیروی ۱۹۶۶ نیز تکرار کرد و پس از جانی موتا، دوم شد.

## سال‌های پایانی و بازنشستگی
در جیروی ۱۹۶۷ زیلیولی نمایش خوبی نداشت و نتوانست مسابقه را به پایان برساند. در سال ۱۹۶۸ پس از نایب قهرمانی در تیرنو–آدریاتیکو و مقام چهارم در جیرو، در تور دو فرانس شرکت کرد؛ ولی نتیجهٔ مناسبی به دست نیاورد و در مرحلهٔ ۱۲ از ادامهٔ تور کناره‌گیری کرد. او در جیروی ۱۹۶۹ سوم شد و برای چهارمین بار روی یکی از سکوهای سه‌گانهٔ جیرو قرار گرفت.
در سال ۱۹۷۰ زیلیولی در مسابقهٔ کاتالونیا قهرمان شد. سپس در جیرو به مقام پنجم رسید و پس از آن در تور دو فرانس شرکت کرد. او شروع خوبی در تور داشت و در دو مرحله به پیروزی رسید؛ ولی نتوانست روند خود را تا پایان تور حفظ کند و در نهایت، در رتبهٔ سیزدهم رده‌بندی اصلی تور قرار گرفت.
زیلیولی تا سال ۱۹۷۶ به حضور در مسابقات دوچرخه‌سواری ادامه داد و پیروزی‌های دیگری را نیز به دست آورد. او اکنون در استان کونیو زندگی می‌کند و مسئول شروع مراحل جیرو دیتالیا است.

## نتایج در گرند تورها
| گرند تور | ۱۹۶۳ | ۱۹۶۴ | ۱۹۶۵ | ۱۹۶۶ | ۱۹۶۷   | ۱۹۶۸   | ۱۹۶۹ | ۱۹۷۰ | ۱۹۷۱ | ۱۹۷۲   | ۱۹۷۳ | ۱۹۷۴   | ۱۹۷۵ | ۱۹۷۶ |
| -------- | ---- | ---- | ---- | ---- | ------ | ------ | ---- | ---- | ---- | ------ | ---- | ------ | ---- | ---- |
| جیرو     | ۱۸   | ۲    | ۲    | ۲    | ناتمام | ۴      | ۳    | ۵    | ۲۲   | ناتمام | ۱۴   | ناتمام | ۳۹   | ۱۶   |
| تور      | —    | —    | —    | —    | —      | ناتمام | —    | ۱۳   | —    | ناتمام | —    | —      | —    | —    |
| ووئلتا   | —    | —    | —    | —    | —      | —      | —    | —    | —    | —      | —    | —      | —    | —    |